# ИФАФ
Међународна федерација америчког фудбала (енгл. International Federation of American Football (IFAF)), позната по свом акрониму ИФАФ је међународна организација која управља савезима америчког фудбала. Основана је 1998. године, а седиште јој је у месту Ла Курнев у Француској. Председник ИФАФ-а је Томи Викинг из Шведске.

## Чланови и подела
Чланство у ИФАФ-у има 71 савеза из целога света. Организација је подељена на нивоу континената, па постоји пет континенталних федерација:
- ЕФАФ (Европа)
- ОФАФ (Океанија)
- АФАФ (Азија)
- АЦАФ (Африка)
- ПАФАФ (Америке)